# Fantômas
Fantômas é um personagem francês fictício de literatura, criado pelos autores Marcel Allain (1885–1969) e Pierre Souvestre (1874–1914).
Um dos mais populares personagens em seu país no gênero "policial", Fantômas foi criado em 1911 e apareceu em 32 livros escritos em colaboração dos dois autores. Após a morte de Souvestre, Allain escreveu mais 11 volumes da série. Fantômas foi várias vezes adaptado para o cinema, televisão e quadrinhos. Na história da ficção policial, ele poderia ser representado como uma transição entre os vilões da novela gótica do século XIX e os serial killers da literatura moderna.
Os livros e filmes surgiram em uma rápida sucessão e antecipariam métodos de adaptação de roteiros desenvolvidos por Hollywood em dois aspectos: Primeiro, os autores dividiam a criação da história entre eles: "o método usado era os dois esboçarem uma trama geral e a partir dai escreverem alternadamente e de forma independente os vários capítulos. Ao fim desse trabalho eles se encontravam para amarrarem a história no capítulo final". Isso permitiria aos autores produzirem quase um livro por mês. Segundo, os direitos dos livros eram imediatamente negociados. Era uma garantia de que os estúdios produzissem sequências fiéis aos livros.

## Características
Fantômas foi criado poucos anos depois de Arsène Lupin, outro ladrão da ficção bem conhecido. Mas, enquanto Lupin se recusava a cometer assassinatos, Fantômas não tinha escrúpulos e agia como um sociopata, que gostava de matar com requintes de sadismo.
Ele é totalmente cruel, não dá misericórdia e nem é leal a ninguém, nem mesmo a seus filhos. É um mestre dos disfarces e aparece usando várias identidades, muitas vezes de pessoas que ele matara. Fantômas lança mão em seus crimes de técnicas bizarras e improváveis tais como inúmeros ratos, cobras gigantes e encher quartos de areia.
As origens de Fantômas são vagas. Seus ancestrais podem ser britânicos e/ou franceses. Sua data de nascimento provável é 1867.
Nos livros, ficou estabelecido que por volta de 1892, o homem que se tornaria Fantômas chamava-se a si mesmo de Arquiduque Juan North e morava no Principado germânico de Hesse-Weimar. Ele tinha um filho, Vladimir, cuja mãe fora uma nobre não identificada. Em circunstâncias não reveladas, ele foi preso e enviado para a cadeia.
Por volta de 1895, Fantômas foi para a Índia. Ali, uma mulher europeia não identificada deu à luz uma menina, Hélène, cujo pai pode ser Fantômas ou um príncipe indiano que fora acólito de Fantômas. A menina cresceu na África do Sul.
Em 1897, Fantômas foi para os Estados Unidos e México. Ali, ele levou à ruina o seu sócio nos negócios, Etienne Rambert.
Em 1899, ele lutou na Segunda Guerra Boer na África do Sul com o nome de Gurn. Ele lutou no Transvaal como sargento da artilharia sob o comando de Lorde Roberts. Depois foi ajudante de campo de Lorde Edward Beltham de Scottwell Hill e se apaixonou pela sua jovem mulher, Lady Maud Beltham.
Em seu retorno à Europa, pouco antes do começo da primeira novela (por volta de 1900), Gurn e Lady Beltham foram surpreendidos em seu ninho de amor em Paris em Rue Levert pelo marido dela. Lorde Beltham estava para atirar em Maud quando Gurn bateu nele com uma marreta e depois o estrangulou.
Fantômas assumiu o nome de Etienne Rambert e incriminou o filho Charles pelo assassinato de Beltham. Como Etienne, ele convencera Charles a se esconder, mas o jovem foi encontrado pelo detetive da polícia francesa chamado Juve, obcecado em capturar Fantômas. Juve percebeu que Charles era inocente e lhe deu uma nova identidade: a do jornalista Jerôme Fandor, funcionário do jornal La Capitale. Juve mais tarde prendeu Gurn e, durante o julgamento, argumentou convincentemente que o prisioneiro e Fantômas eram a mesma pessoa, o que foi suficiente para condená-lo apesar das provas serem superficiais para um caso verdadeiro. Antes de ser executado, Gurn/Fantômas escapou da prisão, tendo colocado em seu lugar um ator com o rosto modelado com a sua aparência e que acabou guillotinado em seu lugar.
Lady Beltham permanecia constantemente dividida entre a paixão pelo vilão e o horror que os crimes dele lhe causavam. Ela cometeria suicídio em 1910.
Fandor se apaixonou por Hélène e, apesar de Fantômas por várias vezes tentar impedi-lo, ele se casou com ela.
O filho malvado de Fantômas, Vladimir, reapareceu em 1911. A namorada dele havia sido assassinada por Fantômas e acabou sendo morto por Juve.

## Os livros

### de Allain & Souvestre
- 1. Fantômas (1911)
- 2. Juve contre Fantômas (1911)
- 3. Le Mort qui Tue (1911)
- 4. L'Agent Secret (1911)

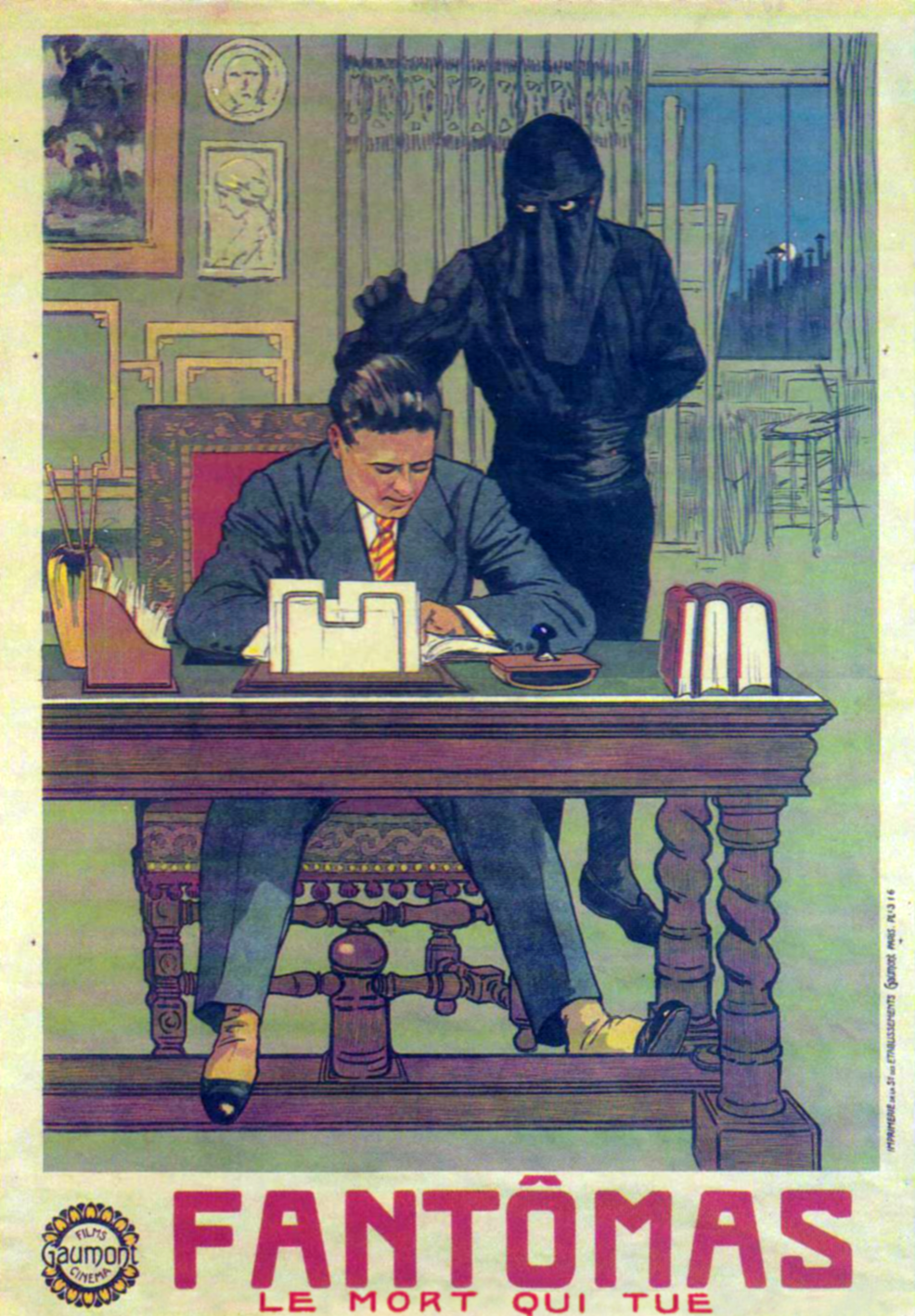
Le Mort qui Tue, edição de 1913

- 5. Un Roi Prisonnier de Fantômas (1911)
- 6. Le Policier Apache (1911)
- 7. Le Pendu de Londres (1911)
- 8. La Fille de Fantômas (1911) (ISBN 1932983562)
- 9. Le Fiacre de Nuit (1911)
- 10. La Main Coupée (1911)
- 11. L'Arrestation de Fantômas (1912)
- 12. Le Magistrat Cambrioleur (1912)
- 13. La Livrée du Crime (1912)
- 14. La Mort de Juve (1912)
- 15. L'Evadée de Saint-Lazare (1912)
- 16. La Disparition de Fandor (1912)
- 17. Le Mariage de Fantômas (1912)
- 18. L'Assassin de Lady Beltham (1912)
- 19. La Guêpe Rouge (1912)
- 20. Les Souliers du Mort (1912)
- 21. Le Train Perdu (1912)
- 22. Les Amours d'un Prince (1912)
- 23. Le Bouquet Tragique (1912)
- 24. Le Jockey Masqué (1913)
- 25. Le Cercueil Vide (1913)
- 26. Le Faiseur de Reines (1913)
- 27. Le Cadavre Géant (1913)
- 28. Le Voleur d'Or (1913)
- 29. La Série Rouge (1913)
- 30. L'Hôtel du Crime (1913)
- 31. La Cravate de Chanvre (1913)
- 32. La Fin de Fantômas (1913)

### de Marcel Allain
- 33. Fantômas est-il ressuscité? (1925)
- 34. Fantômas, Roi des Recéleurs (1926)
- 35. Fantômas en Danger (1926)
- 36. Fantômas prend sa Revanche (1926)
- 37. Fantômas Attaque Fandor (1926)
- 38. Si c'était Fantômas? (1933)
- 39. Oui, c'est Fantômas! (1934)
- 40. Fantômas Joue et Gagne (1935)
- 41. Fantômas Rencontre l'Amour (1946)
- 42. Fantômas Vole des Blondes (1948)
- 43. Fantômas Mène le Bal (1963)

## Filmes

### Cinema mudo

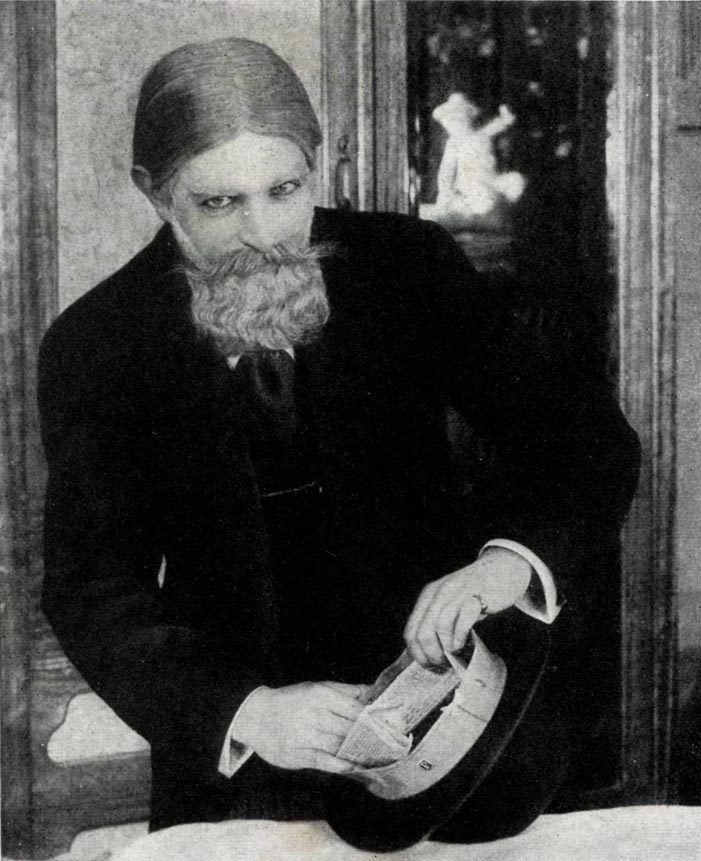
Fantômas em seu primeiro filme

O pioneiro do cinema mudo Louis Feuillade dirigiu cinco seriados franceses com Fantômas, estrelados por René Navarre como o vilão, Bréon como Juve, Georges Melchior como Fandor e Renée Carl como Lady Beltham:
- 1. Fantômas (1913)
- 2. Juve Contre Fantômas (1913)
- 3. Le Mort Qui Tue (1913)
- 4. Fantômas contre Fantômas (1914)
- 5. Le Faux Magistrat (1914)

São considerados clássicos dos filmes mudos. Outro trabalho do diretor, Les Vampires, fazia referências a Fantômas e contava a história de um sindicato do crime e não de vampiros verdadeiros.
Em 1920, um seriado de 20 episódios de Fantômas foi dirigido por Edward Sedgwick estrelado por Edward Roseman como Fantômas, com poucas semelhanças com a série francesa. Na história, o inimigo de Fantômas é o detetive Fred Dixon interpretado por John Willard. Foi lançado parcialmente na França (apenas 12 episódios) com o título de Les Exploits de Diabolos. A novelização do seriado foi escrita por David White para a editora Black Coat com o título Fantômas in America em 2007.

### Outros filmes
- 6. Fantômas (1932) dirigido por Paul Féjos com Jean Galland como Fantômas.
- 7. Monsieur Fantômas (1937) dirigido por Ernst Moerman.
- 8. Fantômas (1946) dirigido por Jean Sacha com Marcel Herrand como Fantômas.
- 9. Fantômas contre Fantômas (1948) dirigido por Robert Vernay com Maurice Teynac como Fantomas.
- 10 . Fantômas (1964) foi o primeiro dos três filmes dirigidos por André Hunebelle com Jean Marais como Fantômas e Fandor, Louis de Funès como Juve e Mylène Demongeot como a noiva de Fandor, a fotógrafa Hélène. A ambientação era muito mais leve do que as novelas e os personagens tinham características típicas dos filmes de James Bond- incluindo o carro voador Citroën DS de Fantômas que possuia asas retráteis que o transformavam num avião.
- 11. Fantômas se déchaîne (1965).
- 12. Fantômas contre Scotland Yard (1966).
- 13. Fantômas (2011) dirigido por Christophe Gans.

## Televisão
Uma série de Fantômas com quatro episódios de 90 minutos foi produzida em 1980, com Helmut Berger como Fantômas, Jacques Dufilho como Juve e Gayle Hunnicutt como Lady Beltham. O primeiro e quarto episódios foram dirigidos por Claude Chabrol; os segundo e terceiro pelo filho de Luis Buñuel, Juan Luis Buñuel.
Título dos Episódios: 1. O Cadafalso Mágico, 2. O Abraço do Diabo, 3. O Morto que Mata, 4. A Carruagem Fantasma.

## Histórias em quadrinhos

### França
- Fantômas contre les Nains. Uma página semanal colorida de Marcel Allain e Santini foi publicada em Gavroche # 24-30, 1941. Essa série foi interrompida pela censura; uma sequência, Fantômas et l'Enfer Sous-Marin foi escrita mas não foi publicada.
- Uma tira diária de Fantômas desenhada por Pierre Tabary foi distribuida pela Opera Mundi de novembro de 1957 a março de 1958 (192 tiras no total) e adaptava as primeiras duas novelas.
- Dezessete revistas em quadrinhos italianas (fumetti) com Fantômas e que adaptavam os livros 1, 2, 3 e 5 da série foram publicadas pela Del Duca entre 1962 e 1963.
- Uma nova página colorida de Fantômas, escrita por Agnès Guilloteau e desenhada por Jacques Taillefer, teve nova distribuição da Opera Mundi em 1969 e foi publicada pelo Jours de France.
- Uma série de graphic novels de Fantômas escrita por Luc Dellisse e desenhada por Claude Laverdure foi publicada pelo editor belga Claude Lefrancq: 1. L'Affaire Beltham (1990); 2. Juve contre Fantômas (1991) e 3. Le Mort qui Tue (1995).
- Em 2013, a Dargaud publicou uma série de álbuns intitulada La Colère de Fantômas, escrita por Julie Rocheleau e ilustrada por Olivier Bocquet.[5]

### México
Na década de 1960, a editora mexicana de quadrinhos Editorial Novaro produziu Fantomas La Amenaza Elegante (Fantomas, a ameaça elegante), uma série de quadrinhos que se tornou popular na América Latina (inclusive no Brasil, com as revistas sendo publicadas pela EBAL entre 1970-1971). Apesar das semelhanças com o Fantômas clássico, esse personagem era heróico, sem referências aos livros ou filmes. Não se sabe se esse trabalho teve autorização legal dos detentores dos direitos do personagem original.
Esse Fantômas era um ladrão que cometia roubos espetaculares apenas pela emoção que lhe proporcionavam. Usava uma máscara branca e uma variedade de disfarces, sendo que sua verdadeira face nunca era exibida. Era perseguido pelas autoridades, principalmente por um inspetor da polícia francesa chamado Gerard. Sua máscara nessa versão trazia semelhanças com a de Diabolik, um personagem dos quadrinhos italianos, embora também lembrasse o vilão Camaleão (Marvel Comics), inimigo do Homem-Aranha e também conhecido como um mestre dos disfarces. As histórias eram muito influenciadas pelos filmes de James Bond, com Fantômas estando equipado com alta tecnologia fornecida por um cientista chamado Professor Semo. As aventuras ocorriam em todo o mundo e a luta era contra cruéis criminosos.
Fantômas era milionário, proprietário de numerosas corporações que controlava com diferentes identidades, tinha um quartel-general em Paris e vários agentes, inclusive as 12 "Garotas do Zodíaco", mulheres bonitas que atendiam por codinomes — os signos do zodíaco. Fantômas teve todo o tipo de aventuras em todo o mundo, e até lutou contra outros criminosos mais cruéis. O atraente elemento feminino foi outra concessão para o público latino-americano familiarizado com mulheres bonitas como parte de ambientes dominados por homens que desempenham papéis importantes sem esconder sua feminilidade e preceder As Panteras por décadas.
O Fantômas criado no México, englobava a estética do britânico James Bond e do americano Hugh Hefner, criador da revista Playboy, com uma dose necessária de machismo tradicional latino-americano. Uma mistura que imediatamente ganhou força com vastas audiências latinas, principalmente pré-adolescentes e adolescentes do sexo masculino.

A série foi cancelada anos depois (Novaro faliu em 1985, e o personagem foi relançado pelo grupo rival Grupo Editorial Vid no México na década de 1990).
Apesar de ter sido cancelado ano, é com essa revista mexicana que o personagem é mais conhecido na América Central e na América do Sul. Fantômas continua sendo um dos personagens quadrinhos favoritos da América Latina.

### Estados Unidos
Uma história curta chamada Fantômas foi escrita por Paul Kupperberg e Roy Mann e apareceu na revista Captain Action Comics #1, publicada em 2009 por Moonstone Books.

## Influências culturais
Os livros de Fantômas e as adaptações para o cinema são amplamente reconhecidos na França, principalmente pelos artistas do surrealismo. Blaise Cendrars chamou o herói de "o Eneias moderno"; Guillaume Apollinaire disse: "do ponto de vista da imaginação, Fantômas é um dos trabalhos mais ricos que existem." O pintor René Magritte e o poeta surrealista e novelista Robert Desnos criaram trabalhos inspirados em Fantômas.
Os filmes também foram muito populares na União Soviética. O escritor russo Andrey Shary publicou em 2007 o livro "Sign F: Fantomas in Books and on the Screen" sobre esse fenômeno.

## Pastiches, homenagens e personagens relacionados
- Fantômas pode ter sido influenciado por Zigomar, criação de Léon Sazie e que apareceu pela primeira vez como uma série em Le Matin no ano de 1909. Apareceu em 28 números de 1913 como revista pulp, e novamente em Zigomar contre Zigomar por oito novas revistas em 1924.
- Na França, Fantômas teve inúmeras imitações:Tenebras de Arnould Galopin, Masque Rouge de Gaston René, Belphégor de Arthur Bernède, Demonax de R. Collard e do próprio Marcel Allain apareceram Tigris, Fatala, Miss Teria e Ferocias.[8]
- Fantômas apareceu sem autorização dos autores em duas peças francesas: Nick Carter vs Fantômas (1910) de Alexandre Bisson & Guillaume Livet (tradução ISBN 9781934543054) e Sherlock Holmes vs. Fantômas (La Mort d' Herlock Sholmes, ou Bandits en Habits Noirs) (1914) de Pierre de Wattyne & Yorril Walter (tradução ISBN 978193454367).
- Um grande número de super-vilões italianos da década de 1960 foram claramente influenciados por Fantômas. Dentre os mais famosos estão Diabolik, Kriminal, Killing e Satanik.
- O crítico de cinema britânico Kim Newman argumentou que Fantômas havia inspirado a série de filmes da Pantera cor-de-rosa com Peter Sellers.[1] No primeiro filme Pink Panther de 1963, Fantômas foi transformado em Sir Charles Lytton, o "Fantasma", e o Inspetor Juve se tornou o Inspetor Clouseau.
- Fantômas também tem muitas tramas reconhecidas no filme de 1969 de Hong Kong Temptress of a Thousand Faces.[9]
- Superpato, um super-herói cuja identidade secreta é o Pato Donald, criado pelos italianos Guido Martina e Giovan Battista Carpi em 1969, é particularmente baseado em Fantômas. Na França o personagem é chamado de Fantomiald e na Alemanha, de Phantomias.
- Fantômas inspirou a novela de 1975 de Julio Cortázar, Fantomas contra los vampiros multinacionales.
- Fantomas foi a inspiração para o personagem Mr. Ixnay que aparece em The Chuckling Whatsit, uma graphic novel de 1997 de Richard Sala, criador de Invisible Hands, uma homenagem aos velhos contos de mistério que foi exibida pela MTV.
- Em 1999, Mike Patton chamou sua banda de rock de Fantômas.
- A Marvel Comics criou o personagem Fantomex, cuja primeira aparição foi em agosto de 2002. Criado por Grant Morrison e Igor Kordey para a revista New X-Men.
- Em uma história da graphic novel The League of Extraordinary Gentlemen, Volume II, Fantômas é descrito como membro do Les Hommes Mysterieux, a contraparte francesa da Liga. Além dele, estariam Arsène Lupin, o pirata dos céus Robur e Nyctalope.[10] Na sequência, The League of Extraordinary Gentlemen: Black Dossier, a Liga encontra Les Hommes e Fantômas detona uma bomba que destroi o Ópera Garnier. Ele diz em inglês "Eu venci". ("I Win").
- Na versão francesa do universo expandido de Wold Newton, Jean-Marc Lofficier teorizou que Fantômas era filho de Rocambole e sua amante e inimiga, Ellen Palmure.[11]
- O personagem Spectrobert do livro de Gahan Wilson chamado Everybody's Favorite Duck é uma paródia de Fantômas.
- Fantômas faz uma breve aparição na novela de Kim Newman chamada The Bloody Red Baron.
- Fantômas é uma inspiração parcial para o personagem Phantom Limb do desenho do canal Adult Swim chamado The Venture Bros.. Uma pintura similar a aparência do vilão mascarado pode ser vista pendurada na parede de seu escritório na Universidade Estadual em The Invisible Hand of Fate. Foi revelado que Phantom Limb é neto do famoso criminoso. O próprio Fantômas aparece brevemente na série em flashback no terceiro episódio, "ORB", como um dos membros originais do Guild of Calamitous Intent.
- Fantômas tinha um primo alemão (supostamente britânico), Lorde Lister.

## Leitura recomendada
- Priestman, Martin (2003). The Cambridge companion to crime fiction. Cambridge: Cambridge University Press. pp. 71–72. ISBN 0-521-00871-9
- Green, Martin (1991). Seven Types of Adventure Tale: An Etiology of a Major Genre. [S.l.]: Penn State Press. pp. 197–198. ISBN 0-271-02729-0